# نيو كاسل (بنسلفانيا)
نيو كاسل (بالإنجليزية: New Castle, Pennsylvania)‏ هي مدينة تقع في مقاطعة لورنس (بنسلفانيا) بولاية بنسلفانيا في الولايات المتحدة. تبلغ مساحة هذه المدينة 22 (كم²)، بلغ عدد سكانها 23128 نسمة في عام 2010 حسب إحصاء مكتب تعداد الولايات المتحدة.

## الموقع الجغرافي
الموقع الجغرافي للمناطق المحيطة بهذه النقطة هو كالتالي:

## أعلام
- هربرت روبنز
- أوسكار لورانس جاكسون
- أندرو ر. مورغان
- جاك كول
- تشاك تانر
- تشارلز ماثيوز
- جورج شيب
- أنتوني جي. بوسكو
- مايك مارشال

## وصلات خارجية
- The US50 - Cities and Towns in Pennsylvania State

قالب:مقاطعة لورنس (بنسلفانيا)